# Matthew Lyon
Matthew Lyon (* 14. Juli 1749 bei Dublin, Irland; † 1. August 1822 in Spadra Bluff, Arkansas-Territorium) war ein US-amerikanischer Politiker. Zwischen 1797 und 1801 vertrat er den ersten Wahlbezirk des Bundesstaates Vermont und von 1803 bis 1811 den ersten Wahlbezirk von Kentucky im US-Repräsentantenhaus.

## Werdegang
Matthew Lyon besuchte die öffentlichen Schulen seiner irischen Heimat und begann im Jahr 1763 eine Lehre im Druckereigewerbe. Zwei Jahre später wanderte er in die Vereinigten Staaten aus, wo er zunächst auf einer Farm in der Nähe von Woodbury (Connecticut) arbeitete. Dort vervollständigte er auch seine Schulausbildung. 1774 zog er nach Wallingford in Vermont.
Beim Ausbruch des Unabhängigkeitskrieges schloss er sich der amerikanischen Bewegung an und stellte in seiner neuen Heimat eine eigene Milizeinheit auf. Bis 1778 nahm Lyon aktiv am Krieg teil. Danach wandte er sich der Politik zu. Ab 1777 war er in Arlington (Vermont) ansässig. Zwischen 1779 und 1796 war er mehrfach Abgeordneter im Repräsentantenhaus von Vermont. Im Jahr 1783 gründete er den Ort Fair Haven in Vermont. Gleichzeitig wurde er ein erfolgreicher Geschäftsmann, der unter anderem eine Papierfabrik betrieb und 1793 eine Druckerei gründete. Außerdem gab er in seiner Heimat zwei Zeitungen heraus.

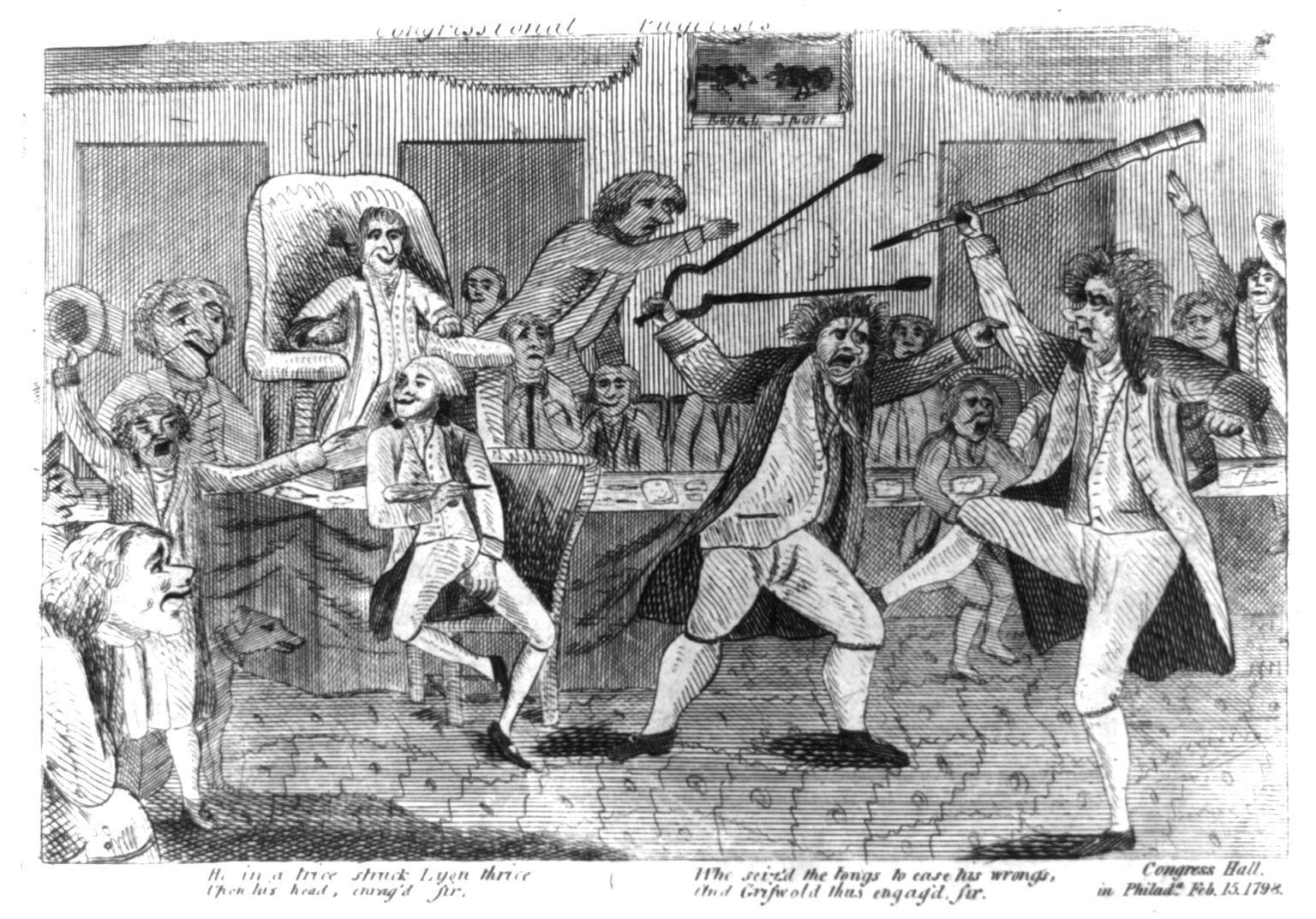
Darstellung einer Streitigkeit zwischen Roger Griswold (rechts) und Matthew Lyon während einer Kongresssitzung (zeitgenössische Karikatur).

Lyon war Mitglied der vom späteren US-Präsidenten Thomas Jefferson gegründeten Demokratisch-Republikanischen Partei. In den Jahren 1791 und 1793 kandidierte er jeweils erfolglos für einen Abgeordnetensitz im Kongress. Auch ein Einspruch gegen die Wahl des Kongressabgeordneten Israel Smith blieb erfolglos. 1796 wurde Lyon dann im ersten Distrikt von Vermont in das US-Repräsentantenhaus  gewählt, wo er am 4. März 1797 Smith’ Nachfolge antrat. Nach einer Wiederwahl im Jahr 1798 konnte er bis zum 3. März 1801 zwei Legislaturperioden im Kongress absolvieren. 1800 verzichtete er auf eine erneute Kandidatur.
1801 zog Lyon in das nach seinem Sohn Chittenden benannte Lyon County in Kentucky. Dort setzte er seine politische Laufbahn fort. Bereits 1802 wurde er in das Repräsentantenhaus von Kentucky gewählt. Bei den Kongresswahlen desselben Jahres wurde Lyon im ersten Distrikt seines neuen Heimatstaates in das US-Repräsentantenhaus gewählt. Dort löste er am 4. März 1803 Thomas Terry Davis ab. Nachdem er bei den drei folgenden Wahlen jeweils bestätigt wurde, konnte Lyon bis zum 3. März 1811 insgesamt vier Legislaturperioden im Kongress absolvieren. Zusammen mit seiner Zeit als Kongressabgeordneter aus Vermont war er insgesamt in sechs Legislaturperioden Mitglied des Repräsentantenhauses.
Bei den Wahlen des Jahres 1810 unterlag er Anthony New. Im Jahr 1820 wurde Lyon Vertreter der amerikanischen Regierung bei der Cherokee Nation im Arkansas-Territorium. In diesem Jahr legte er erfolglos Widerspruch gegen die Wahl von James Woodson Bates zum Kongressdelegierten dieses Territoriums ein. Matthew Lyon starb am 1. August 1822 in Spadra Bluff. Sein Sohn Chittenden war Abgeordneter und Staatssenator in Kentucky und vertrat zwischen 1827 und 1835 den Staat Kentucky im Kongress. Matthew Lyon war auch der Großvater von William Peters Hepburn, der für den Staat Iowa im US-Repräsentantenhaus saß.